# Гедіке
Гедіке́ (рос. Гедике) — селище у складі Вяземського району Хабаровського краю, Росія. Входить до складу Котиковського сільського поселення.

## Населення
Населення — 13 осіб (2010; 23 у 2002).
Національний склад (станом на 2002 рік):
- росіяни — 83 %